# Gang Olsena wpada w szał
Gang Olsena wpada w szał (duń. Olsen-banden ser rødt, inne tłum. Gang Olsena 8, Zemsta Gangu Olsena) – duński barwny film komediowy z 1976 roku, ósmy film z serii o gangu Olsena, będący kontynuacją filmu Gang Olsena na torach z 1975 roku. Film był duńskim kandydatem do nagrody Oscara w 1977 roku, w kategorii filmów nieanglojęzycznych, lecz nie otrzymał nominacji.

## Fabuła
Egon Olsen - miłośnik cygar - po raz kolejny opuszcza ten sam zakład karny, przed którym już czekają na niego pozostali członkowie kopenhaskiego gangu, tj. kierowca Benny i otyły Kjeld Jensen, poruszający się wciąż tym samym zdezelowanym amerykańskim samochodem Chevrolet Bel Air ’59. W domu Jensenów okazuje się, że ich syn Børge ma przedwcześnie zostać ojcem. Jak zwykle Egon ma już przygotowany plan „skoku”, tym razem tylko na 50 000 koron za zleconą kradzież wazy. Benny i Kjeld oczekiwali co prawda zdobycia milionów, ale przystępują do działania z Egonem.

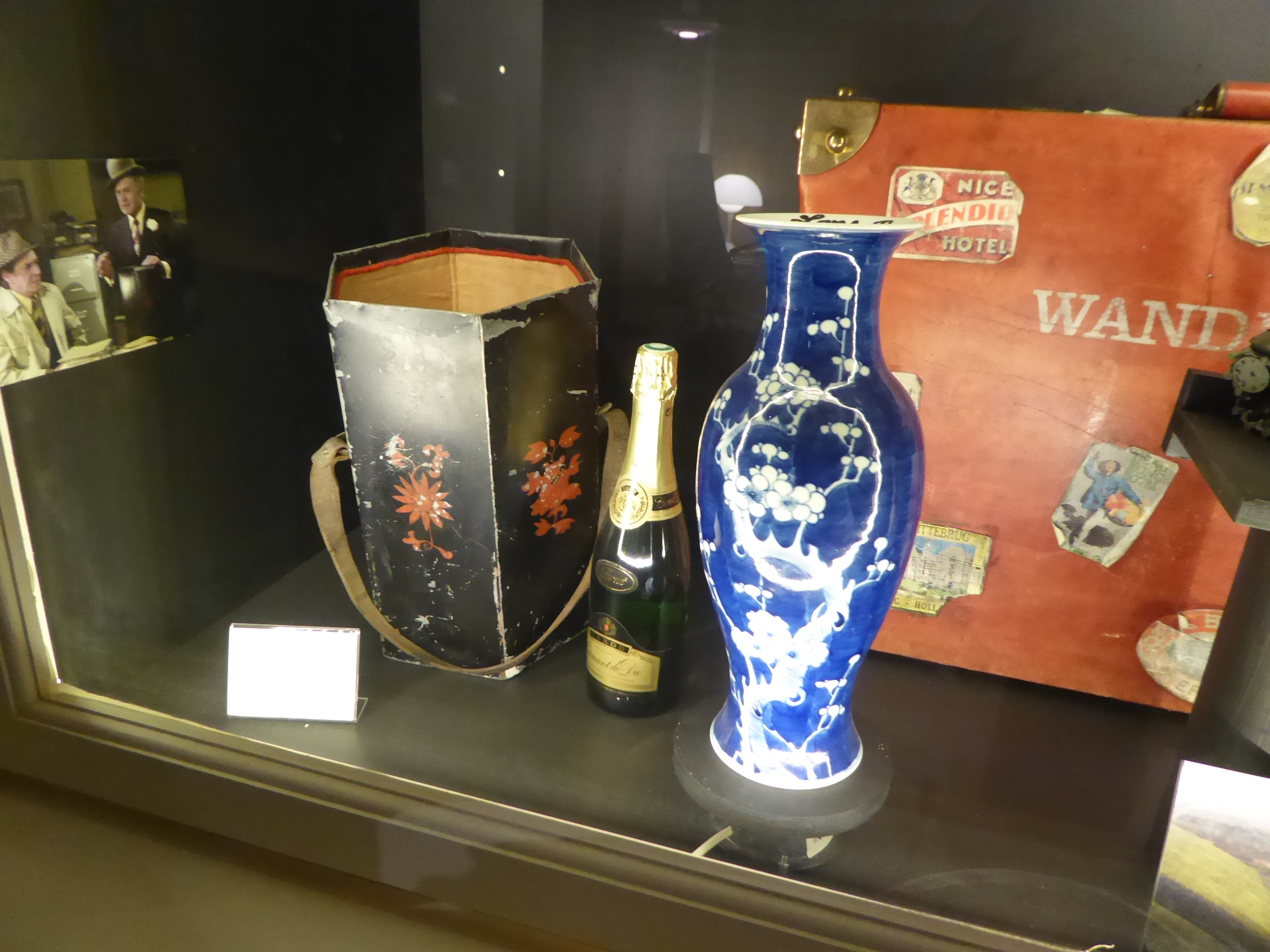
Waza i szampan z sejfu Franz Jäger

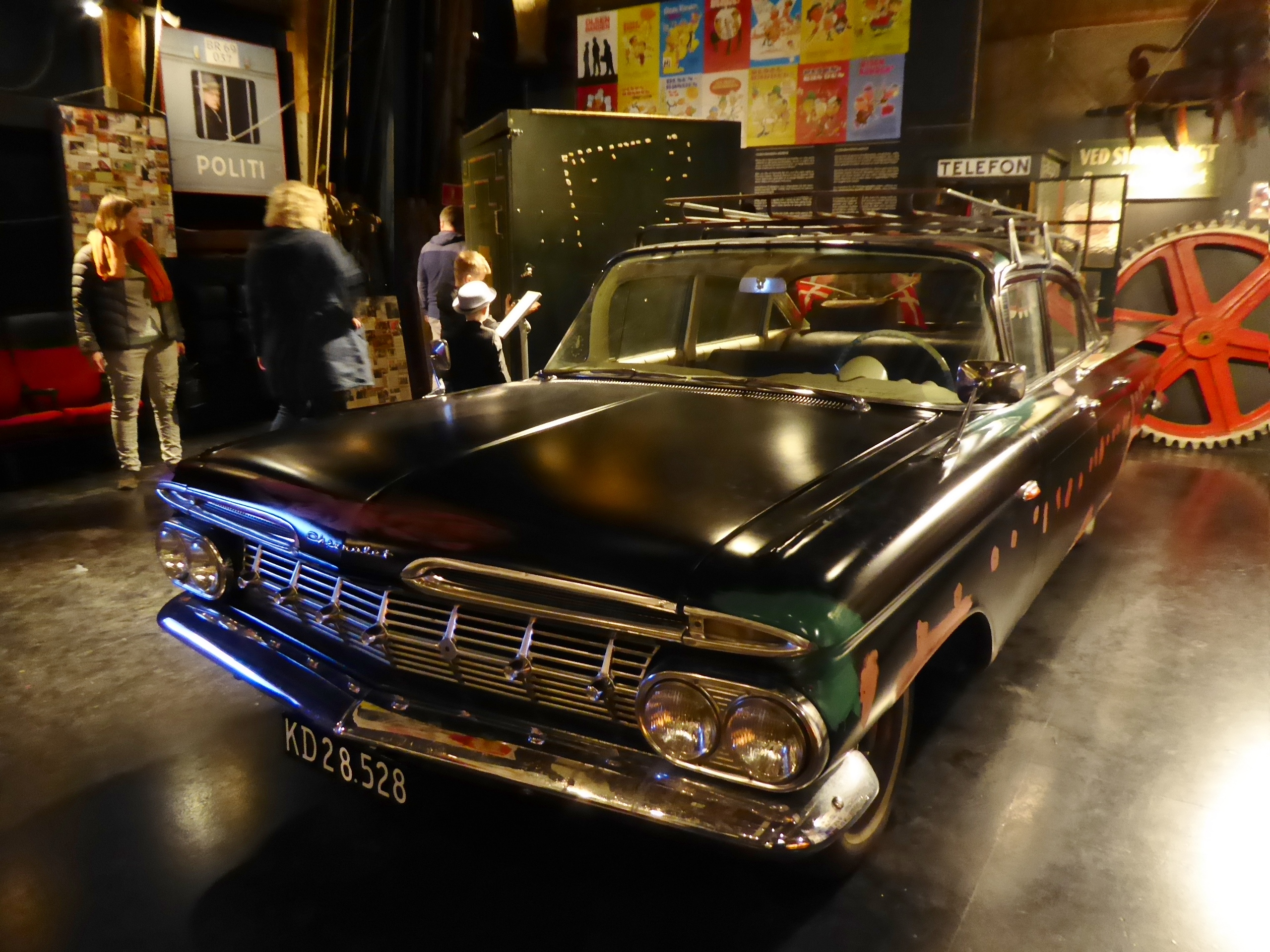
Chevrolet Bel Air ’59, jakim porusza się gang Olsena

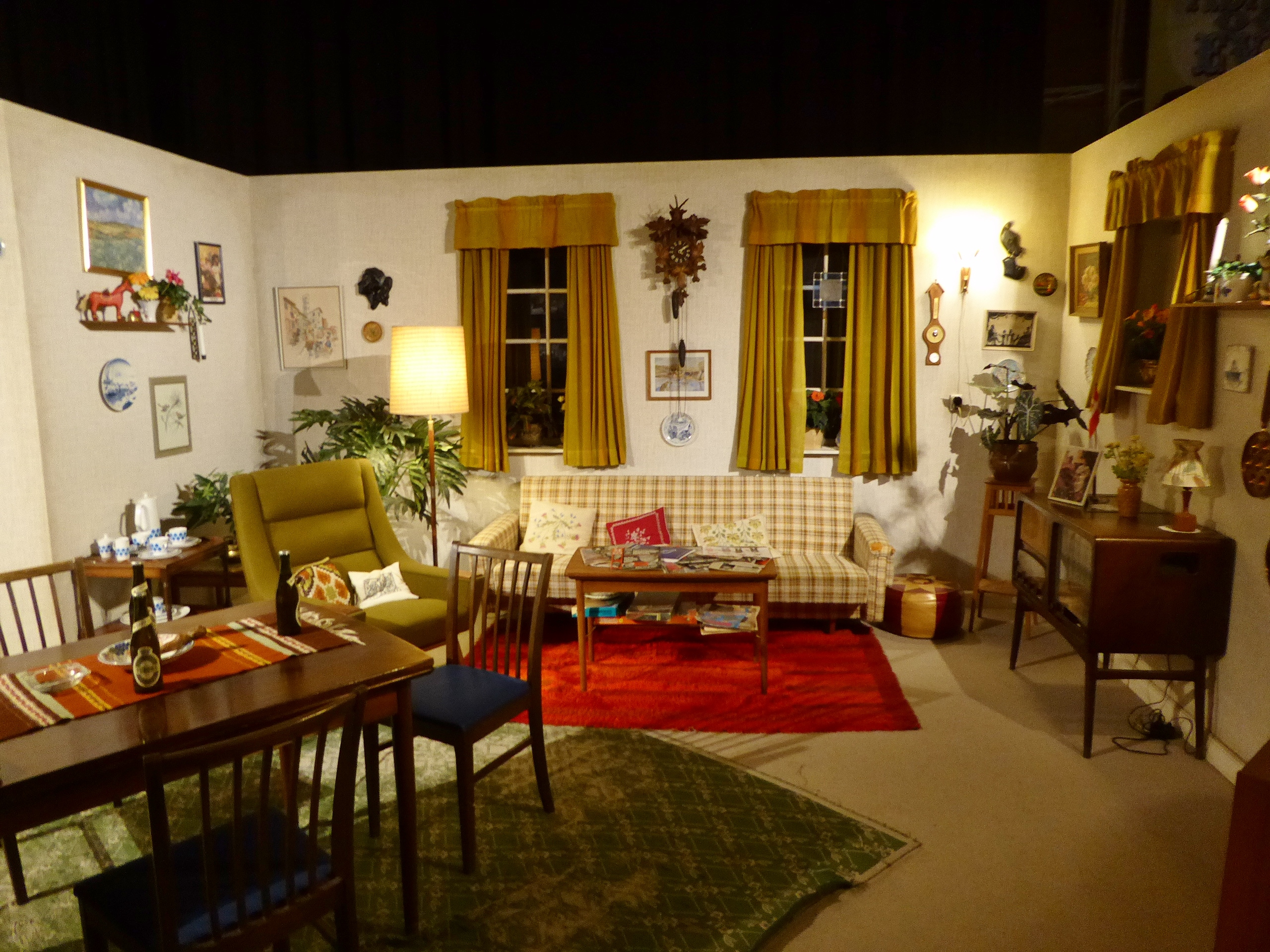
Inscenizacja mieszkania Jensenów, miejsca spotkań i narad gangu

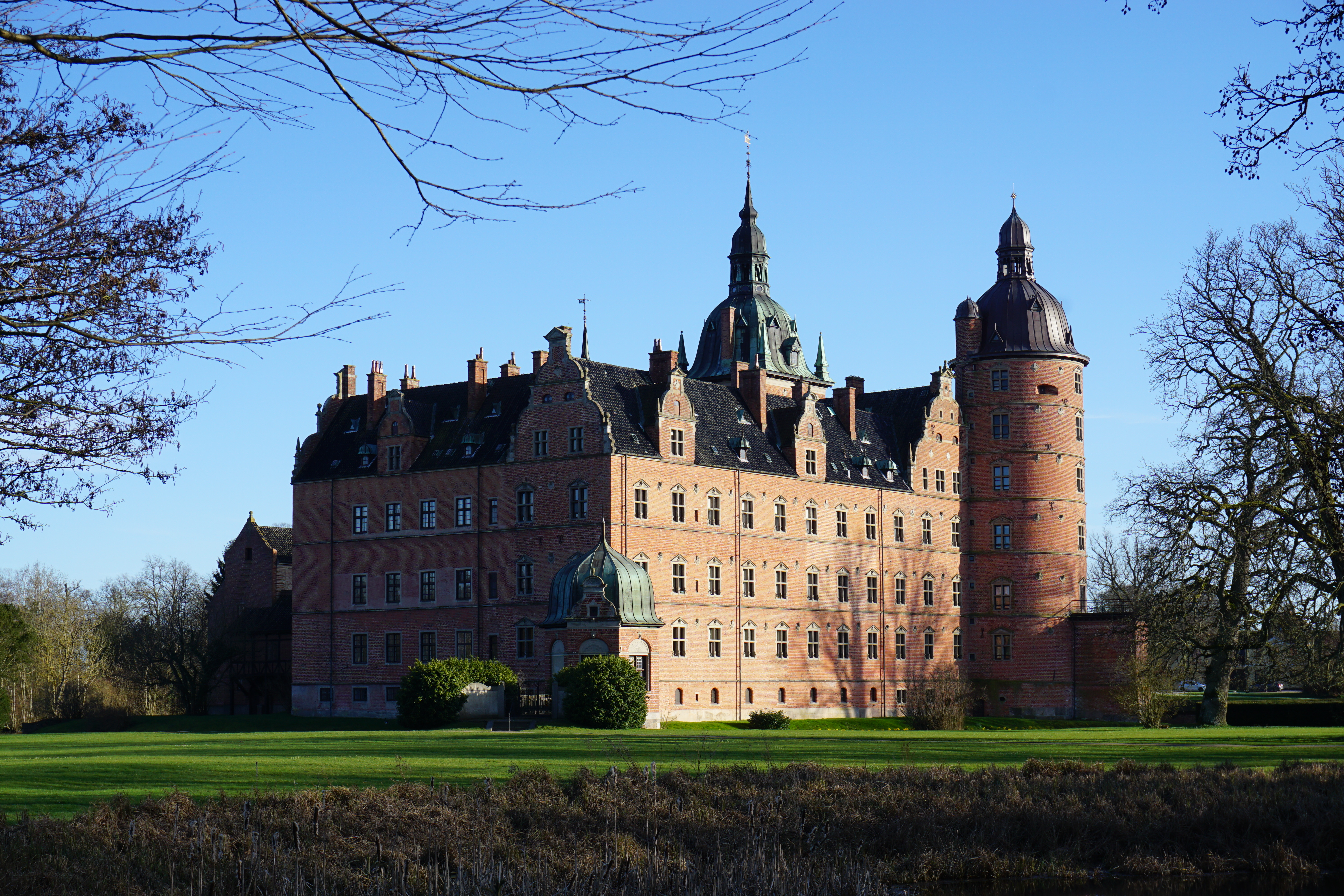
Zamek Vallø w gminie Stevns, filmowy zamek barona Løvenvolda

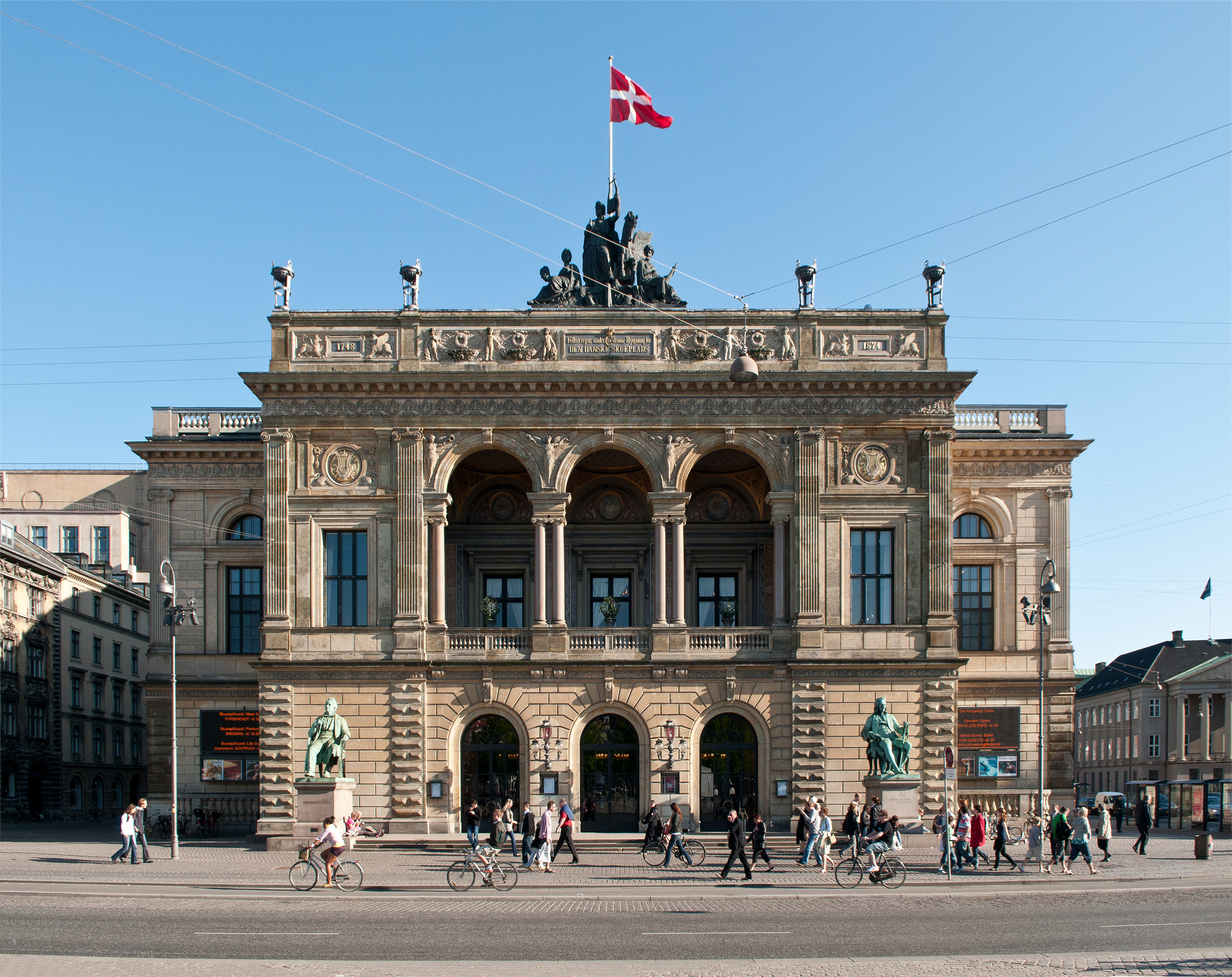
Teatr Królewski w Kopenhadze, przez piwnice którego przedziera się gang

Baron Løvenvold „angażuje” Egona do kradzieży własnej cennej wazy z dynastii Ming, w celu dokonania oszustwa ubezpieczeniowego. Waza znajduje się w pałacu barona, w sejfie Franz Jäger z Berlina, od otwierania którego Olsen jest mistrzem. Gang sprawnie zabiera wazę, pozoruje włamanie po drabinie przez okno i wraca do swojej bazy, czyli mieszkania Jensenów. Tam Fie, niezgrabna narzeczona Børge'a upuszcza wazę, która rozpada się na kawałki. Członkowie gangu z mozołem sklejają wazę, po czym wyruszają z nią na nocne spotkanie ze zleceniodawcą włamania. Podczas spotkania szofer barona Fritz umyślnie tłucze wazę, a następnie wydaje Egona w ręce policjantów. Gdy nagle zjawiają się funkcjonariusze, na ich widok Benny i Kjeld uciekają swoim samochodem, a pozostawionego Egona zatrzymują policjanci.
W tym samym czasie trwają przygotowania do ślubu syna Kjelda - Børgego z Fie. W międzyczasie, z braku gotówki, Benny i Kjeld wracają do dawnej metody zarabiania, tj. nocnego włamania do sklepu. Z warsztatu samochodowego kradną palnik z butlami do cięcia metalu, którym zamierzają rozpruć sejf sklepowy. Do jego otwarcia jednak nie dochodzi, ponieważ wewnątrz sklepu Kjeld przypadkowo uruchamia pracującym palnikiem alarm przeciwpożarowy.
Z kolei Egon znów ląduje w swoim „starym” zakładzie karnym, z którego pod swoją kuratelę wydobywa go gadatliwa Yvonne, żona Kjelda. W czasie „odsiadki” Egon dowiedział się, że waza była tylko tanią kopią. Okazuje się, że baron ma bardzo poważne kłopoty finansowe i oprócz otrzymania odszkodowania chce sprzedać wazę. Dochodzenie w sprawie pozorowanej kradzieży wazy prowadzi detektyw Jensen, który jednak chce uniknąć aresztowania barona z uwagi na swoje starania o uzyskanie szlachectwa. Egon pała żądzą zemsty, ponieważ został oszukany i upokorzony. Układa precyzyjny i genialny plan podmienienia w zamku barona wazy na tanią kopię, tuż przed przyjazdem nabywcy prawdziwej wazy, a następnie spieniężenia jej.
Na terenie przy zamku ma odbyć się polowanie na lisy, połączone z wystawnym posiłkiem. Egon zdobywa plany podziemi zamku. Benny i Kjeld przenikają do zamku jako pracownicy firmy cateringowej, a Egon zostaje przemycony w olbrzymim naczyniu na potrawy. Dzięki planom zamku gang dociera do zamkniętej w sejfie wazy, którą wydobywa Egon, a na jej miejscu pozostawia „podróbkę”. Holenderski kupiec po obejrzeniu tej wazy niespodziewanie tłucze ją i odchodzi. Egon podczas ucieczki przez zamkowe podziemia wpada w starą pułapkę, dzięki czemu baron odzyskuje wazę i ponownie aranżuje spotkanie z kupcem. Na polecenie barona jego kamerdyner Joachim i szofer żywcem zamurowują spętanego i zakneblowanego Egona w podziemiach zamku. W ostatniej chwili zjawiają się Benny oraz Kjeld i ratują go od śmierci, burząc ścianę z cegieł.
Egon opracowuje precyzyjny plan ponownego przechwycenia wazy, a dodatkowo gotówki. Ostatnią szansą na jej zdobycie jest wykradzenie jej z Teatru Królewskiego w Kopenhadze podczas gali, na której ponownie mają spotkać się baron i nabywca wazy. Do wykonania planu jest potrzebne sporo sprzętu, który trzeba kupić. By zdobyć pieniądze na zakup sprzętu gang nad ranem okrada, z użyciem skradzionej na chwilę taksówki volvo - pozorując jej awarię koło budki telefonicznej, z utargu właściciela sieci sex shopów, a ich łupem pada 14 570 koron. Tymczasem policjanci Jensen i Holm postanawiają zatrzymać kogokolwiek, by wykazać się zaangażowaniem w pracę. Ich wybór pada na recydywistę Egona Olsena, jednak bezskutecznie.
Transakcja związana z wazą ma odbyć się w specjalnej loży kawalerskiej Teatru Królewskiego, przeznaczonej dla dworu i członków gildii rycerskiej. Baron przekazuje wazę pod opiekę Fritzowi. Gang Olsena, z pomocą Børgego - dyrygowany przez Olsena - sprawnie przedziera się przez zamurowane przejścia kolejnych piwnic Teatru Królewskiego, używając młotów, wiertarek i ładunków wybuchowych w synchronizacji z głośno graną w teatrze uwerturą opery Elverhøj (Elfowe Wzgórza) Friedricha Kuhlau, zagłuszającą „prace budowlane” włamywaczy. Na koniec Børge zakrada się do loży, z której niepostrzeżenie zabiera czerwoną walizkę zawierającą półtora miliona w gotówce oraz futerał z wazą i wszyscy czterej bez kłopotów opuszczają budynek.
Ciężarna Fie i Børge w kościele zawierają związek małżeński, po którym Egon i nowożeńcy udają się ślubną karetą do komendy policji. Tam Egon oddaje wazę policjantom, ponieważ została wyznaczona nagroda finansowa za odzyskanie jej. Zapłata ma być prezentem ślubnym od Egona. Fie, która otrzymuje na chwilę wazę, ponownie ją upuszcza na podłogę, od czego tłucze się. Ku uldze detektywa Jensena, z pomocą Holma szczątki, czyli dowody zostają dosłownie zamiecione pod dywan, dzięki czemu sprawa nigdy nie ma zostać rozwiązana. W finale, w mieszkaniu Jensenów Egon przeprowadza „komisyjne” otwarcie walizki, w której znajduje się odzież Fie i Børgego. Okazuje się, że przedsiębiorcza nowo poślubiona żona Børgego przejęła walizkę z banknotami i oboje udają się właśnie samolotem w podróż poślubną. Yvonne oświadcza Egonowi, że teraz będzie miała czas, by zajmować się nim jako kurator, po czym Egon ucieka i dobrowolnie zgłasza się do swojego „starego” więzienia.

## Obsada
- Ove Sprogøe - Egon Olsen
- Morten Grunwald - Benny Frandsen
- Poul Bundgaard - Kjeld Jensen
- Kirsten Walther - Yvonne Jensen, żona Kjelda
- Jes Holtsø - Børge Jensen, syn Yvonne i Kjelda
- Lene Brøndum - Fie, narzeczona Børgego
- Bjørn Watt-Boolsen - baron Ulrik Christian Frederik Løvenvold
- Ove Verner Hansen - Fritz, szofer barona
- Ejner Federspiel - Joachim, kamerdyner barona
- Ernst Mayer - kucharz
- Asbjørn Andersen - Christian IV, aktor w Teatrze Królewskim
- Axel Strøbye - detektyw Jensen
- Ole Ernst - policjant Holm
- Palle Huld - Hallandsen